# Medetera latipennis
Medetera latipennis är en tvåvingeart som beskrevs av Negrobov 1970. Medetera latipennis ingår i släktet Medetera och familjen styltflugor. Inga underarter finns listade i Catalogue of Life.